# Thyasiroidea
Thyasiroidea zijn een superfamilie uit de superorde Imparidentia.

## Families
- Thyasiridae (Dall, 1900)